# 1979年欧州議会議員選挙 (イギリス)
1979年欧州議会議員選挙（1979ねん おうしゅうぎかい ぎいんせんきょ）は、欧州共同体（EC）の議会である欧州議会の議員を選出するため1979年6月に行われた選挙である。本稿ではイギリスにおける欧州議会議員選挙の結果について取り上げる。

## 概要
1976年9月に採択された欧州議会議員の「直接選挙に関する議定書」に基づいて行われたEC市民による直接投票で行われた最初の欧州議会議員選挙である。

## 選挙データ
- 議員の任期：5年
- 欧州議会議員定数（イギリスへの割り当て分）：81議席 
  - イギリス本島：78議席
  - 北アイルランド：3議席
- 選挙区と選挙制度
  - イギリス本島：78選挙区（小選挙区制）
  - 北アイルランド：1選挙区（中選挙区制）－単記移譲式投票

## 選挙結果
- 投票日：1979年6月7日
- 投票率：31.6％（イギリス全体の投票率）

| 党派                         | 得票数    | 得票率 | 議席数 |
| ---------------------------- | --------- | ------ | ------ |
| 保守党 （Conservative）      | 6,508,493 | 50.5   | 60     |
| 労働党 （Labour）            | 4,253,207 | 33.0   | 17     |
| 自由党 （Liberal）           | 1,691,531 | 13.1   | 0      |
| スコットランド国民党 （SNP） | 247,836   | 1.9    | 1      |

- 全政党の合計得票：12,873,852票

出典：House of Commons（下院）RESEARCH PAPER “European Parliament Elections – 1979 to 1994”（PDFファイル） 。尚、議席を獲得できなかった政党の得票数と得票率については、自由党以外除外した。
| 党派                                        | 得票数  | 得票率 | 議席数 |
| ------------------------------------------- | ------- | ------ | ------ |
| 民主統一党 （Democratic Unionist）          | 170,688 | 29.8   | 1      |
| 社会民主労働党 （SDLP）                     | 140,622 | 25.5   | 1      |
| アルスター統一党 （Ulster Unionist Party ） | 125,169 | 21.9   | 1      |

- 出典：Northern Ireland Elections。

議席を獲得できなかった政党については除外した。尚、アルスター統一党の得票は、同党から2人が立候補したので、その合計である（当選は1人）。